# 平行绿蟹蛛
平行绿蟹蛛（学名：Oxytate parallela）为蟹蛛科绿蟹蛛属的动物。分布于朝鲜以及中国大陆的北京、山东、陕西、河北等地，一般生活于水边核桃树叶上或草丛中。该物种的模式产地在北京。